# Kel Ansar
Les Kel Ansar (variantes : Kel Antsar, Kel Antessar, Kel Antassar, Kel Intassar) sont une des grandes confédérations touarègues du Mali, principalement établie dans la région de Tombouctou. Leur zone d'évolution est comprise de la frontière mauritanienne au  cercle de Bourem (région de Gao) en allant vers le Nord jusqu'à la frontière algérienne In Khalil. Les Kel Ansar ont la particularité d'être non seulement de grands lettrés, ce qui fait d'eux une tribu qualifiée de maraboutique, mais aussi de grands guerriers par leur courage et leur bravoure avec laquelle ils ont fait face à l'ennemi (les Reguibat, les Maures du sud, le Polisario, les Kountas, les Peuls et les Français).

## Histoire
Un an après le décès de Mohamed El Mehdi Ag Attaher el Ansari, l’Amenokal des Kel Ansar, Zakiyatou Oualett Halatine – ancienne Ministre malienne -, issue de cette tribu, publie les mémoires du souverain Touareg de Tombouctou, qui s’est éteint le 28 décembre 2014. Le livre dévoile, de l’intérieur l’histoire d’une lignée.
Témoignage historique : la construction de la République du Mali.

La Chronique Kal Ansar commence par un long témoignage de Mohamed El Mehdi Ag Attaher el Ansari. Ce dernier a été enregistré vocalement par l’un de ses enfants, entre 2009 et 2011. L’Amenokal (Souverain ou Suzerain Touareg), qui a été aussi le premier Touareg au-devant de la scène politique internationale, revient sur son parcours, son intronisation en 1946, puis sur ses relations avec l’administration coloniale française, et sur ses rapports avec la nouvelle république malienne, à partir de 1960. La voix de Mohamed El Mehdi édifie le lecteur sur l’histoire politique des Touaregs, notamment au Nord-Mali, depuis la pénétration coloniale. Les propos s’appuient notamment sur des archives et les différents actes et conventions administratifs de l’époque coloniale à l’événement de la République du Mali. Le récit de l’Amenokal témoigne des options prises, notamment à la décolonisation, quand celui-ci avait été l’auteur de l’échec du projet colonialiste de l’OCRS (Organisation Commune des Régions Sahariennes). Le projet visait la prolongation de la colonisation française, pour garder la mainmise sur les ressources sahariennes. C’est ainsi que Mohamed El Mehdi justifie cette option : « À l’indépendance, il y avait très peu de cadres de chez nous dans les rouages de l’État. Je fus pour ainsi dire le seul député touareg sous la première république. Dès l’annonce du projet OCRS, je me fis le devoir de défendre la future République Malienne avec les ethnies qui la composent. Ma contribution à la construction de la République du Mali fut des plus importantes. Bientôt, l’Algérie sera indépendante, la Mauritanie le sera, la Côte d’Ivoire aussi et de toute évidence le Soudan Français le sera aussi. Ma vision est que si la situation du Soudan ne se règle pas en même temps que toutes ces entités, nous resterons une pomme de discorde. Car, ni l’Algérie, ni la Mauritanie, ni la Côte d’Ivoire ne seront prêts à céder une partie de leur territoire. Donc, si les Français veulent que cette partie soit indépendante, ce n’est pas au moment où chacun de ces pays, Côte d’Ivoire, Mauritanie, Algérie, Côte d’Ivoire et Soudan Français sont dessinés, qu’ils vont reconstituer une entité composée de morceaux de chacune de ces entités ! ».
C’est ainsi que la partie nord du Mali actuelle avait été rattachée à l’ensemble du reste du pays, à l’indépendance en 1960. Mohamed El Mehdi explique la promesse que lui avait fait le premier président du Mali : « le Président Modibo m’avait dit : « Si le Soudan venait à prendre son indépendance dans ses limites actuelles et une fois que le colon nous aura donné notre indépendance, qu’il y aura la démocratie, l’égalité des citoyens du sud et nord, de l’est et de l’ouest, qu’il veillera personnellement à ce que plus de cadres Touaregs et du nord en général soient dans l’administration, dans l’armée, la justice, etc. Il veillera à un équilibre. Chaque communauté gèrera ses affaires dans un pays commun. Il y aura des écoles tant au nord qu’au sud et pour toutes les communautés… ».
Les propos du vieux sage sont recoupés, par l’auteure, par des sources officielles et scientifiques, issues d’archives anciennes ou contemporaines.
L’ouvrage revisite avec ambition, une glorieuse histoire des Kel Ansar, sur au moins 2 500 ans.
L’histoire des Kel Ansar du Yémen à Tombouctou via Médine.

Chronique Kal Ansar retrace également le long parcours des membres de la tribu Kel Ansar. Au départ deux tribus cousines : les Aws et Al-Khazraj, d’origines yéménites s’exilèrent de leur royaume de Saba, à la suite de la destruction du fameux barrage de Ma’rib. Elles s’installèrent alors, à Yathrib (qui deviendra par la suite Médine), aux côtés des tribus juives qui étaient déjà sur place. À l’avènement de l’Islam, le prophète Mohammed arrive à Médine, c’est l’hégire. Il est accueilli par ces Aws et Al-Khazraj, qui seront les premiers convertis à l’Islam. Ils deviennent les partisans et compagnons du prophète, d’où le qualificatif d’ « Ansar » que l’envoyé de Dieu leur attribue pour désigner spécifiquement ces deux tribus d’origines yéménites qui ont été importantes dans l’évolution et la propagation de l’islam. Tout allait bien, jusqu’à la période de la discorde, (la fitna), advenue à la suite du décès du prophète Mahomet. C’est alors que les Ansar furent contraints à l’exil dans différentes directions.
L’ancêtre des Touaregs Kel Ansar est Sanb, d’après l’auteure du livre. Sanb (parfois orthographié Sanba) arrivera en fin du septième siècle en Égypte. Sanb Ibn Yahia est l’arrière-petit-fils, au quatrième degré, de Abî Bakr al-Arabî al-Ansârî : Juge de Médina en l’an 87 de l’hégire, Gouverneur de Médina de 97 à 101 de l’hégire.
La descendance de Sanb poursuivra l’exil, au Maghreb, en Andalousie avant de gagner le Sahara. Elle observera un serment de non-violence, dix siècles durant, du VIIIème au milieu XVIIIe siècle. C’est Mohamed El Moctar, dit Infa « le bienfaisant » (vingt générations séparent Sanb de son arrière-petit-fils Mohamed El Moctar) qui instaurera la dynastie « Kel Ansar » à partir du milieu du XVIe siècle dans la région ouest saharienne. Les membres de la tribu creusèrent les premiers puits au nord de Tombouctou. Ils développèrent l’agriculture dans cette vaste région désertique, jadis inhospitalière. La Timinia (traduite par la notion de règne) des Kel Ansar, atteindra son apogée entre le XVIIème et XVIIIe siècle, avec l’Amenokal Hammada el Ansari, arrière-petits-fils (au quatrième degré) de Mohamed El Moctar. Leur Ettebel (Tambour symbolisant la souveraineté politique et militaire d’une entité géographique et sociale), rend avec le serment des ancêtres, à partir de 1752, quand les Peuhls du sud et les Maures du nord-ouest menacent la stabilité de la région en proie à des attaques et razzias. C’est alors que les Kel Ansar s’organisèrent pour protéger militairement l’espace qui est était alors sous leur domination politique. Mais, Mohamed El Mehdi insiste bien sur le caractère intrinsèquement défensif de leurs armées. Ceux-ci « n’attaquaient jamais », ils se cantonnaient à la riposte et à repousser l’ennemi en cas d’attaques.
Des sources et archives citées par Zakiyatou Oualett Halatine, l’auteure du livre, évoquent les différentes batailles qui ont eu lieu de cette époque (milieu du XVIIIe siècle) jusqu’à la pénétration coloniale au cours de la dernière décennie du XIXe siècle. À l’arrivée de l’armée coloniale française, les Kel Ansar, sous l’Amenokal Mohamed Ali, dit In Gonna, (Amenokal des Kel Ansar de 1865 à 1898) résistent militairement, avec à leurs côtés des Touaregs Imouchar, dans la région de Tombouctou. In Gonna était le dernier Touareg de la région mort en résistance armée, face aux troupes coloniales. Ce n’est qu’après lui que les Kel Ansar firent un pacte avec le colon, beaucoup mieux armé. C’est l’époque dite « de pacification ».
C’est cette longue histoire, du Moyen-Orient au Sahara, que relate Zakiyatou au fil des pages, en comparant différentes sources historiques et traditionnelles.
Les Kel Ansar, avec l'aménokal Mohamed Ahmed Ansari dit N'Gouna (Ingonna) et alliés aux Arabes Kountas, participent aux raids des Touaregs contre les Français de 1896 à 1898, qui aboutissent à la mort de N'Gouna en octobre 1898 et à la soumission des fils de ce dernier.
Des grands chefs Kel Ansar comme Doua-Doua Ansari, Mohamed Ali Ag Doua Doua Ansari et Mohamed Ali Ag Attaher Ansari (aménokal dans les années 30) ont marqué l'histoire du Sahara central par leurs exploits guerriers et politiques.
Après la mort de l'aménokal N'Gouna, la confédération s'est disloquée, un nouveau pouvoir est instauré par le colonisateur français, un pouvoir ne respectant pas  les critères idoines d'élection de l'Amenokal[réf. nécessaire]. Ce fut dès lors le début du déclin du pouvoir politique, économique et guerrier des Kel Ansar, même si ces derniers ont beaucoup investi dans l'enseignement proposé par les Français et étaient à ce titre considérés comme plus évolués que les autres groupes touaregs, encouragés en cela par l'aménokal Mohamed Ali Ag Attaher dans les années 30. Ce dernier soutint l'idée d'une séparation des régions sahariennes du Soudan et partit en exil au Maroc en 1960 où il mourut en 1994.
Toutefois, les Kel Ansar ne participèrent pas à la révolte touarègue de 1963-1964, qui resta d'ailleurs cantonnée à l'Adrar des Ifoghas.
Lors de la révolte de 1991 en revanche, ils rejoignirent le Front populaire de libération de l'Azawad (FPLA), qui était devenu le mouvement des Touaregs non originaires de l'Adagh avec les Chamanamas.
À ce jour la confédération des Kel Ansar bien que disloquée sous l'effet combiné des sécheresses (1973 - 1984) de l'exode mais aussi des influences négatives du pouvoir central de Bamako, continue à exister comme référence en milieu nomade.

## Organisation
Il existe plusieurs fractions dites Kel Ansar et d'autres tribus Acherifen, dag Akhwa ,Kel Arizaf, Kel Inagozmi, Igellad, etc.[réf. nécessaire]
D'importantes communautés Kel Ansar vivent à l'extérieur du Mali, notamment au Niger, en Algérie, en Arabie saoudite, en Mauritanie et en Libye.
Le 24 janvier 2015, Abdoul Magid Ag Mohamed Ahmed dit Nasser succédait à son oncle Mohamed El Mehdi Ag Attaher El Ansari, sans respect de procédures, le fils du défunt Mohamed Attaher Ag Mohamed Elmehdi a été désigné parallèlement chef de Tribu en respectant les procédures, il existe un PV signé par Hama Ag Mahmoud ancien ministre de la fonction public, décédé quelques semaines plus tôt, comme aménokal des Kel Ansar. Abdoul Magid Ag Mohamed Ahmed est un douanier qui travaille pour les services de sécurité du Mali.

## Personnalités
- Ahmad Al Faqi Al Mahdi, maître d'œuvre de la démolition de mausolées à Tombouctou durant l'occupation de la ville par les groupes jihadistes en 2012, inculpé par la Cour pénale internationale (CPI)[8].